# Sinal de Aaron
Sinal de Aaron é a dor sentida no espigástrio ou précordio quando se pressiona o ponto de McBurney ou a fossa ilíaca direita. Esse sinal sugere apendicite aguda.
Seu nome é uma referência ao gastroenterologista americano Charles Dettie Aaron.